# Prehnita
La prehnita es un mineral del grupo de los silicatos, subgrupo filosilicatos. Es un aluminosilicato de calcio y aluminio, aunque parte del aluminio puede estar sustituido en hasta un 7% por hierro. Casi siempre se presenta en masas con esferulitos fibroso-radiados, en otras ocasiones como cristales tabulares en crestas. Puede aparecer también como agregados o costras botroidales, globulares, etc. En todos los casos de un bello color verde que es único.
Nombrado en 1788 por Werner en honor de su descubridor, el coronel alemán Hendrik von Prehn, quien en 1774 encontró el mineral  del Cabo de Buena Esperanza (Sudáfrica). Se considera que es el primer mineral que recibió nombre a partir del de una persona.

## Ambiente de formación
Es un mineral secundario formado en las grietas de las rocas volcánicas básicas, siempre que sean ricas en calcio. También en rocas ígneas y menos frecuentemente como producto del metamorfismo de grado bajo. En todas ellas, puede aparecer rellenado cavidades en la roca como formaciones botrioidales o en abanico, o tapizando fracturas. Los cristales bien definidos son raros y de tamaño pequeño.

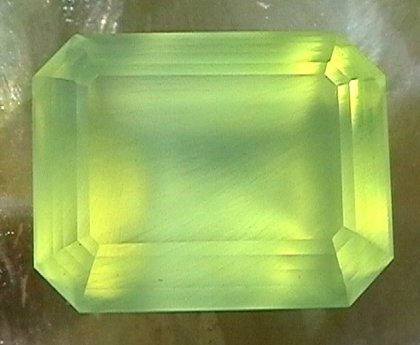
Prehnita tallada con corte tipo esmeralda.

Es típico mineral hidrotermal secundario, producido a partir de la alteración de plagioclasas básicas de gabros y anfibolitas.
Suele aparecer siempre junto a zeolitas, de forma que muchas veces es clasificado como tal; pero las zeolitas son tectosilicatos y la prehnita es filosilicato. Es muy típica su asociación con la zeolita denominada laumontita. Otros minerales asociados son datolita, girolita, fluorapofilita, cuarzo, calcita, cobre, pectolita, estilbita y otras zeolitas. 

## Localización, extracción y uso
Es un mineral relativamente frecuente. Existen yacimientos notables en Cabo de Buena Esperanza (Sudáfrica), en particular en las doleritas de Karoo, en el distrito de Chris Hani. También se encuentra en diversas zonas de Estados Unidos, Bombay (India), Alemania y otros muchos países repartida por todo el mundo. En La Combe de la Selle, Saint Christophe en Oisans - Isère (Francia), se encuentran magníficos agregados en forma de cascos con crestas, considerados entre los mejores del mundo. En España se han encontrado buenos ejemplares junto a la carretera a Murcia, a 1 km al E de Caravaca (Murcia), en la cantera Minera I,  Lebrija (Sevilla) y en la cantera explotada en el Cerro de las Culebras,  Carchelejo (Jaén). En México se ha encontrado en San Isidro, Baja California.
Se usa poco, como piedra ornamental, aunque puede ser tallada como gema semipreciosa. El principal interés es el científico y coleccionístico.